# Liard

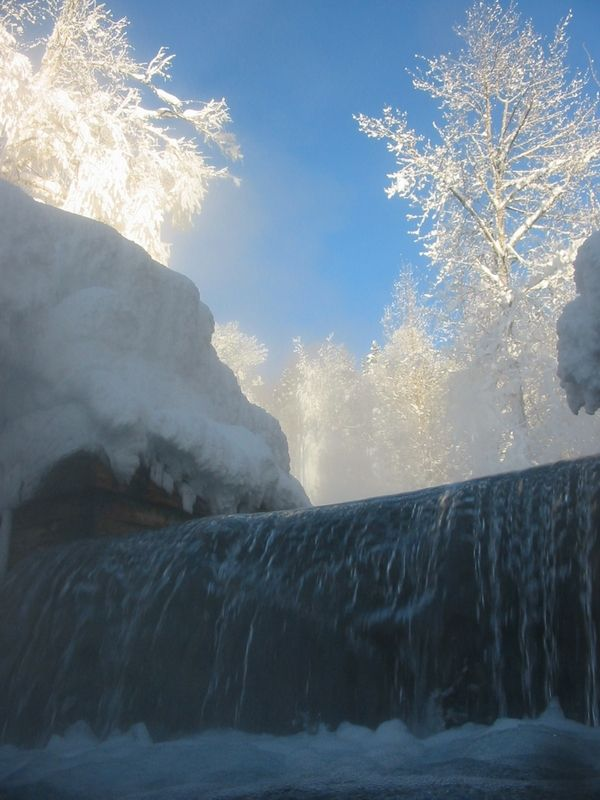
Bevroren waterval in de Liard

De Liard is een Canadese rivier die ontspringt in de Pelly Mountains in Yukon. Ze bepaalt alzo de noordgrens van de Rocky Mountains en mondt uit in de rivier de Mackenzie. De Liard is 1115 km lang. Het stroomgebied is ongeveer 277.100 km² groot, met gedeeltes zowel in Yukon als in Brits-Columbia en de Northwest Territories.

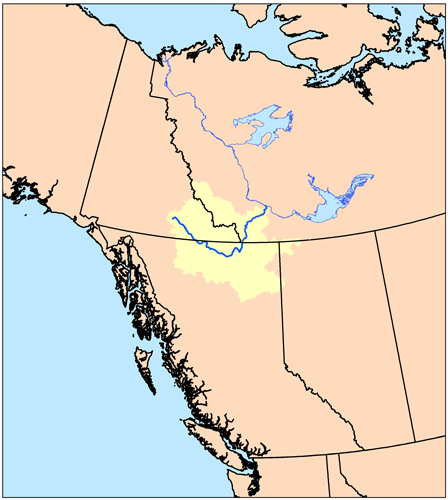
Stroomgebied van de Liard (oranje), uitmondend in de Mackenzie, met provinciegrenzen (zwart)

- Gemeinsame Normdatei: 4104501-4
- Library of Congress Control Number: sh85076430
- Nationale Bibliotheek van Israël: 987007565686005171
- Virtual International Authority File: 23146152991805251623